# Mallur
Mallur es una ciudad y nagar Panchayat situada en el distrito de Salem en el estado de Tamil Nadu (India). Su población es de 10331 habitantes (2011).

## Demografía
Según el censo de 2011 la población de Mallur era de 10331 habitantes, de los cuales 5112 eran hombres y 5219 eran mujeres. Mallur tiene una tasa media de alfabetización del 75,65%, inferior a la media estatal del 80,09%: la alfabetización masculina es del 84,26 %, y la alfabetización femenina del 67,21%.